# Retour à la bien-aimée
Retour à la bien-aimée is een Franse film van Jean-François Adam die werd uitgebracht in 1979. 

## Verhaal
Julien is een pianoconcertspeler die weliswaar nooit echt is doorgebroken. Sinds hij gescheiden leeft van zijn vrouw Jeanne en zijn zoon Thomas is hij nog maar een schim van de musicus die hij ooit was. Jeanne leeft nu samen met Thomas en met de Duitse dokter Stéphane Kern, haar nieuwe partner, in het huis dat Julien aan zijn zoon heeft gegeven. 
Julien is niet in staat deze situatie te verwerken en hij wil zijn ex-echtgenote opnieuw voor zich te winnen. Hij zet daartoe een ganse intrige op. Hij vraagt aan een zekere Keller foto's te maken waarop deze met Jeanne en Stéphane te zien is. Vervolgens lokt Julien Keller naar de tuin van het door hem geschonken huis en hij vermoordt hem daar. Hij breekt binnen in het huis en laat daar een foto achter. Zo hoopt Julien dat Stéphane van een passionele moord zal beschuldigd worden.  

## Rolverdeling
| Acteur             | Personage         |
| ------------------ | ----------------- |
| Isabelle Huppert   | Jeanne Kern       |
| Jacques Dutronc    | Julien            |
| Bruno Ganz         | Stéphane Kern     |
| Christian Rist     | Keller            |
| Jean-François Adam | inspecteur Corbin |
| Rodolphe Schacher  | Thomas            |
| Aline Bertrand     | Elise             |
| Axelle Bernard     | Isabelle          |
| Irina Grjebina     | de danslerares    |